# Dohjó

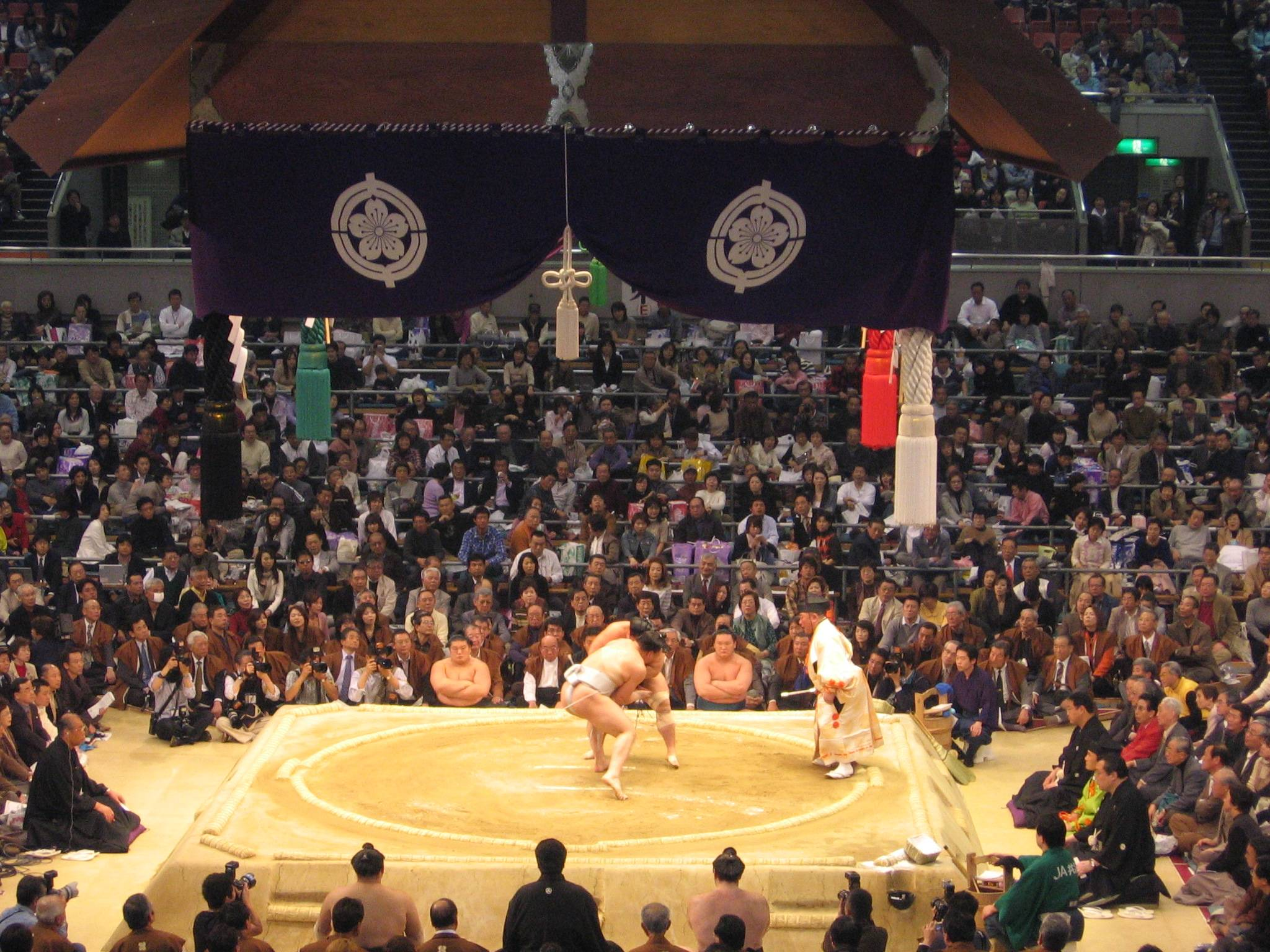
Dohjó a 2006-os oszakai tornán

A dohjó (土俵, Hepburn-átírással dohyō) a szumómérkőzések színtere, amelynek közepén egy 4,55 méter nagyságú, agyagból és szalmából készült kör alakú küzdőtér található. A jelenlegi méretekre vonatkozó szabályokat 1931-ben fogadták el.

## Felépítése

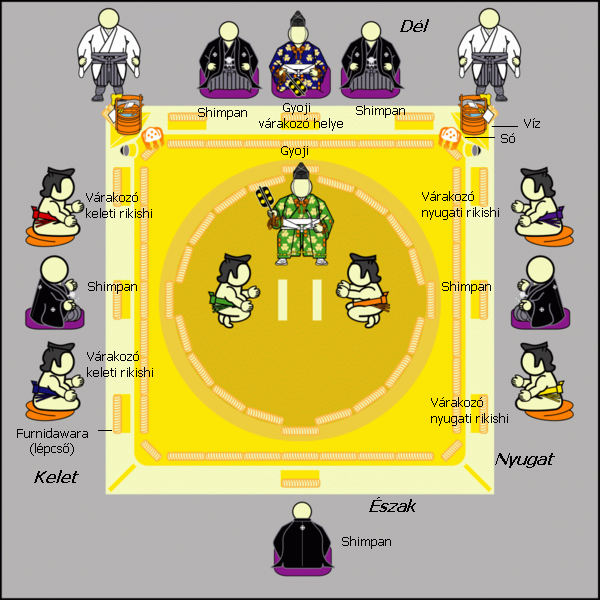
A dohjó kinézete

A föld és a (szalma)bála japán összetételeként már a nevében is kifejezi, mik a fő alkotóelemei. A jobidasik (segítők) csaknem 30 tonna különleges, Ibaraki prefektúrából származó agyagot és homokot döngölnek keményre szalmabálákkal, mire kialakul a nagyjából 60 centiméter magas, felfelé keskenyedő, négyzet alakú emelvény, amelynek az alja 670×670 centiméter, a teteje 570×570 centiméter. Ezen belül helyezkedik el maga a küzdőtér. Az oldalába lépcsőket (踏み俵, fumidavara) építenek (hármat-hármat a keleti, déli és nyugati oldalról, egyet az északi oldalról a sinpan számára), a feljutást megkönnyítendő.
A középső kört a félig földbe ásott rizsszalmából készült bálák (tavara) szegélyezik, amelyek közül négy kissé távolabb található a kör középpontjától, mint a többi. Ez a hagyomány a szabadtéren tartott mérkőzések idejéből származik, így biztosították az esővíz szabad lefolyását. A kör közepén két 90 cm hosszú, 6 cm széles fehér vonal található egymástól 70 cm távolságra. A rikisik ezek mentén helyezkednek el a mérkőzés kezdetén. A dohjó tetején a körön kívül található területe finom homokot szórnak, hogy az esetleges kilépéseket könnyen meg lehessen állapítani. A jobidasi egyik feladata annak biztosítása, hogy a következő mérkőzés előtt a felszín egyenletes, kilépési vagy kiesési nyomoktól mentes legyen.
A dohjó felett egy baldachin (吊り屋根, curijane vagy 屋形, jakata) függ, amely a sintó szentélyek tetejére emlékeztet. Négy sarkában egy-egy színes bojt található: a délnyugaton fehér az ősz, délkeleten vörös a nyár, északkeleten zöld a tavasz, északnyugaton fekete a tél jelképeként. Az ezeket körülölelő lila függöny a felhők vándorlását és az évszakok változását szimbolizálja.
A dohjó közepébe a honbaso kezdete előtti napon sót, tisztított rizst, torreya diót, tintahalat, tengeri moszatot és gesztenyét ásnak. Miután rituálisan megtisztították és megáldották, szent helynek számít. Ez többek között azt is jelenti, hogy nő nem léphet rá, nehogy menstruációs vérrel szennyezze be.

## Lásd még
- dohjó-iri